# Унануэ, Иполито
Хосе Ипо́лито Уна́нуэ и Павон (исп. José Hipólito Unanue y Pavón; 13 августа 1755 — 15 июля 1833) — врач, метеоролог, натуралист, политик. Принимал участие в становлении независимости Перу.

## Биография
Родился в очень бедной семье в провинции Арика. Его семья имела связи с духовенством, и образование Унануе получил в семинарии в городе Арекипа по специальности философия и юриспруденция.
В 1777 году переехал в Лиму, где с помощью своего дяди, профессора анатомии, стал готовиться к карьере врача, что было не очень перспективным в Перу того времени с точки зрения получения дохода. В столице обзавёлся обширными связями в высшем обществе, что впоследствии способствовало его учёной карьере.
В 1783 году получил звание бакалавра медицины, к 1790 году опубликовал ряд научных работ по медицине.
21 ноября 1792 года основал анатомический театр в университете Сан-Маркос.
После ряда публикаций и исследований по национальной перуанской медицине получил поддержку колониальных властей вице-королевства Перу, что дало ему возможность основать первую медицинскую школу в Перу, получившую название Эскуэла де Сан-Фернандо.
29 ноября 1807 года был назначен главным медиком Перу.
Несмотря на свою близость к властям вице-королевства, в местных газетах выступал с постоянной критикой властей. Как избранный депутат от Арекипы в 1815 году посетил Испанию, где был принят королём. У короля попросил привилегий для своей медицинской школы, которые в результате получил, также ему был предложен титул маркиза, от которого он предпочёл отказаться. После возвращения занялся преподаванием и социальными проектами.
В 1820 году был секретарём делегации, которая встречалась с эмиссарами генерала Хосе Сан-Мартина. После провозглашения независимости Перу в 1821 году занял пост министра земель.
В новый Конгресс был избран от города Пуно, работал в комиссии по согласованию идей нового государства с только что вошедшим в Лиму Симоном Боливаром. Принимал активное участие в этот период в политике и становления нового государства, участвовал в разработке Конституции Перу.
Временно исполнял обязанности президента Перу в период с 1 апреля 1825 по 25 января 1826 года.
В июне 1826 года был назначен министром юстиции и церковных дел, но после отъезда Боливара удалился в своё поместье Сан-Хуан-де-Арона в Сан-Луис-де-Каньете. Пережил свою вторую жену Хосефу де ла Куба. 
На его дочери  Франциске был женат Педро Пас Сольдан-и-Урета, политический и государственный деятель, Премьер-министр Перу (1867).
Умер 15 июля 1833 года в возрасте 78 лет в поместье Сан-Хуан-де-Арона.
Как считают перуанские историки, был многогранной личностью, как учёный, врач и государственный деятель сыграл особую роль в становлении республиканского Перу.

## Память
В 1994 году медицинский факультет Национального университета Федерико Вильярреаль получил название в честь Иполито Унануэ.

## Произведения
- «Observaciones sobre el clima de Lima y su influencia en los seres organizados en especial el hombre». — Madrid, 1815.